# Справедливість (депутатська група)
Депутатське об'єднання «Справедливість» — депутатська фракція у Верховній Раді України створена 11 народними депутатами від партії «Голос», незгодними з діями керівництва партії.

## Історія
Політична партія «Голос», яка була створена в травні 2019 року, отримала 20 місць на парламентських виборах у липні 2019 року.
У січні 2021 року Кіра Рудик, Ярослав Железняк та Олександра Устінова почали переговори за модераторством Рустема Умєрова з метою запобігти розколу у парламентській фракції Голосу. Ці переговори провалилися і в червні 2021 року фракція у Верховній Раді остаточно розкололася. 11 із 20 депутатів від партії «Голос» на чолі з Устиновою відокремилися в депутатське об'єднання «Справедливість».
На парламентських виборах 2019 року кілька представників Української Галицької Партії пройшли до парламенту в рамках альянсу з Голосом. Усі партійці УГП стали членами групи, що відкололась..
17 грудня 2021 року лідер, об'єднання «Справедливість» Устинова офіційно очолила фракцію «Голос» замість Ярослава Железняка, який представляє верхівку партії. Железняк не визнав цю офіційну заяву першого заступника голови Верховної Ради Олександра Корнієнка.
Переговори про об'єднання між Рудик і Устиновою відновилися в січні 2022 року.